# Калайджії
Ка́лайджії (болг. Калайджии) — село у Великотирновській області Болгарії. Входить до складу общини Златариця.

## Населення
За даними перепису населення 2011 року у селі проживали 132 особи.
Національний склад населення села:
| Національність   | Кількість осіб | Відсоток |
| ---------------- | -------------- | -------- |
| болгари          | 87             | 66,4%    |
| турки            | 26             | 19,8%    |
| не визначились   | 16             | 12,2%    |
| Всього відповіли | 131            |          |

Розподіл населення за віком у 2011 році:
Динаміка населення: